# Théorie ancrée
 (juin 2012).
La théorie ancrée (Grounded theory pour les anglophones) est une méthode systématique des sciences sociales, notamment l'ethnographie et la sociologie, dont la construction d'une théorie repose sur la collecte et l'analyse méthodique des informations,,. C'est une méthodologie de recherche de type inductive, par opposition à la méthode hypothético-déductive. En effet, elle vise à construire des théories non pas à partir d'hypothèses prédéterminées, mais à partir des données du terrain et de situation de terrain que le chercheur a collecté ou peut collecter. Une étude utilisant la théorie ancrée commence habituellement par une question ou même par une collection de données qualitatives. Au fur et à mesure que le chercheur analyse les données collectées, il remarque que des idées, des concepts et des éléments se répètent. Il code alors ces répétitions, puis avec les analyses suivantes, il groupe les codes en concepts, et par la suite en catégories. Ces catégories peuvent devenir la base d'une nouvelle théorie.
Cette théorie est beaucoup utilisée en « recherche qualitative », (par rapport à la « recherche quantitative » qui s'appuie sur des modèles prédéterminés d'analyse de chiffres et statistique), mais peut aussi s'appliquer dans la recherche quantitative, avec une dimension « postmoderne »,. Il existe de nombreuses variantes comme l'analyse par théorisation ancrée ou la Méthodologie de la théorisation enracinée.

## Histoire
Cette méthode a été théorisée par deux sociologues américains : Barney G. Glaser et Anselm L. Strauss et présentée dans un livre intitulé The Discovery Of Grounded Theory ; Strategies for Qualitative Research publié à Chicago en 1967.

## Principes
La théorie « ancrée » est une méthode de recherche qui fonctionne à l'inverse des méthodes plus « traditionnelles » de la recherche ; elle peut ainsi – à première vue – paraître en contradiction avec la méthode scientifique.
Au lieu de commencer par la construction d'une hypothèse dans un champ et un cadre théoriques déjà fixés pour ensuite appliquer ce modèle au phénomène étudié, le chercheur commence ici par la collecte de données, sans a priori (dans la mesure du possible) pour ensuite y chercher ce qui « a du sens ».
À partir des données recueillies (base de données quantitatives ou données plus littéraires et qualitatives) des éléments clés sont identifiés grâce à une série de « codes » extraits d'un corpus textuel, d'images, de films documentaires ou d'archives, etc.

Les différents codes sont ensuite regroupés en « concepts similaires »  pour être plus faciles à utiliser.
Partant de ces concepts, des catégories sont formées. Elles seront à la base de la création d'une théorie ou s'intégreront dans la théorie existante qui semble la plus apte à expliquer les phénomènes observés et catégorisés.